# Nimtek (naturreservat)
Nimtek är ett naturreservat i Arjeplogs kommun och Arvidsjaurs kommun i Norrbottens län.
Området är naturskyddat sedan 1988 och är 45 kvadratkilometer stort. Reservatet omfattar sjön Nimtek och dess omgivning av sjöar, våtmarker och flera hundra år gamla tallar och granar.